# Rhombosolea leporina
Espèce
Rhombosolea leporina est une espèce de poissons plats marins de la famille des Pleuronectidae, endémique des côtes de Nouvelle-Zélande.
Le poisson naît avec des yeux de chaque côté. Durant sa croissance, son corps devient ovale, son ventre change de couleur et ses yeux se rangent du côté droit. À l'âge adulte, il capture ses proies — en particulier des crabes — grâce à son camouflage.

## Description
À l'âge adulte, Rhombosolea leporina a une forme ovale. Comme tous les Pleuronectidae, Rhombosolea leporina a ses deux yeux sur son côté droit, d'une couleur gris foncé ou vert-brun. Son côté gauche — sans œil — est d'une couleur blanche lorsqu'il est jeune, rendant difficile la comparaison avec le Rhombosolea plebeia. Il prend toutefois une couleur jaune pâle ou orangée à l'âge adulte, avec quelques points noirs. Il ressemble alors davantage au Rhombosolea tapirina. Ses yeux sont plus petits que les autres Rhombosolea.
Rhombosolea leporina peut atteindre jusqu'à 50 centimètres de longueur. Les femmes sont généralement plus grandes que les mâles. Comme les autres espèces de Rhombosolea, il est possible de déterminer l'âge d'un poisson grâce à la taille de son otolithe.

Vues de Rhombosolea leporina
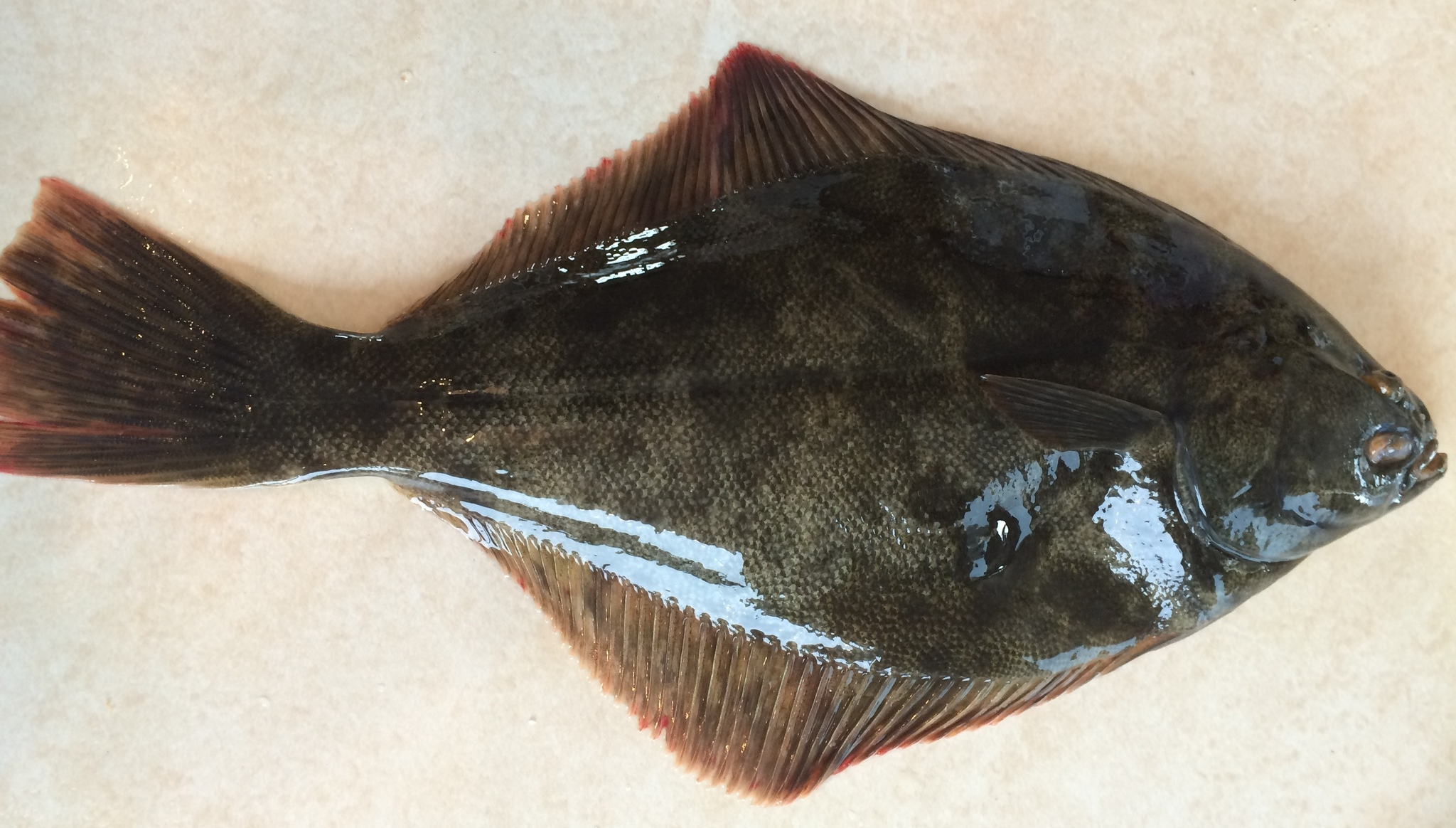
Côté droit.
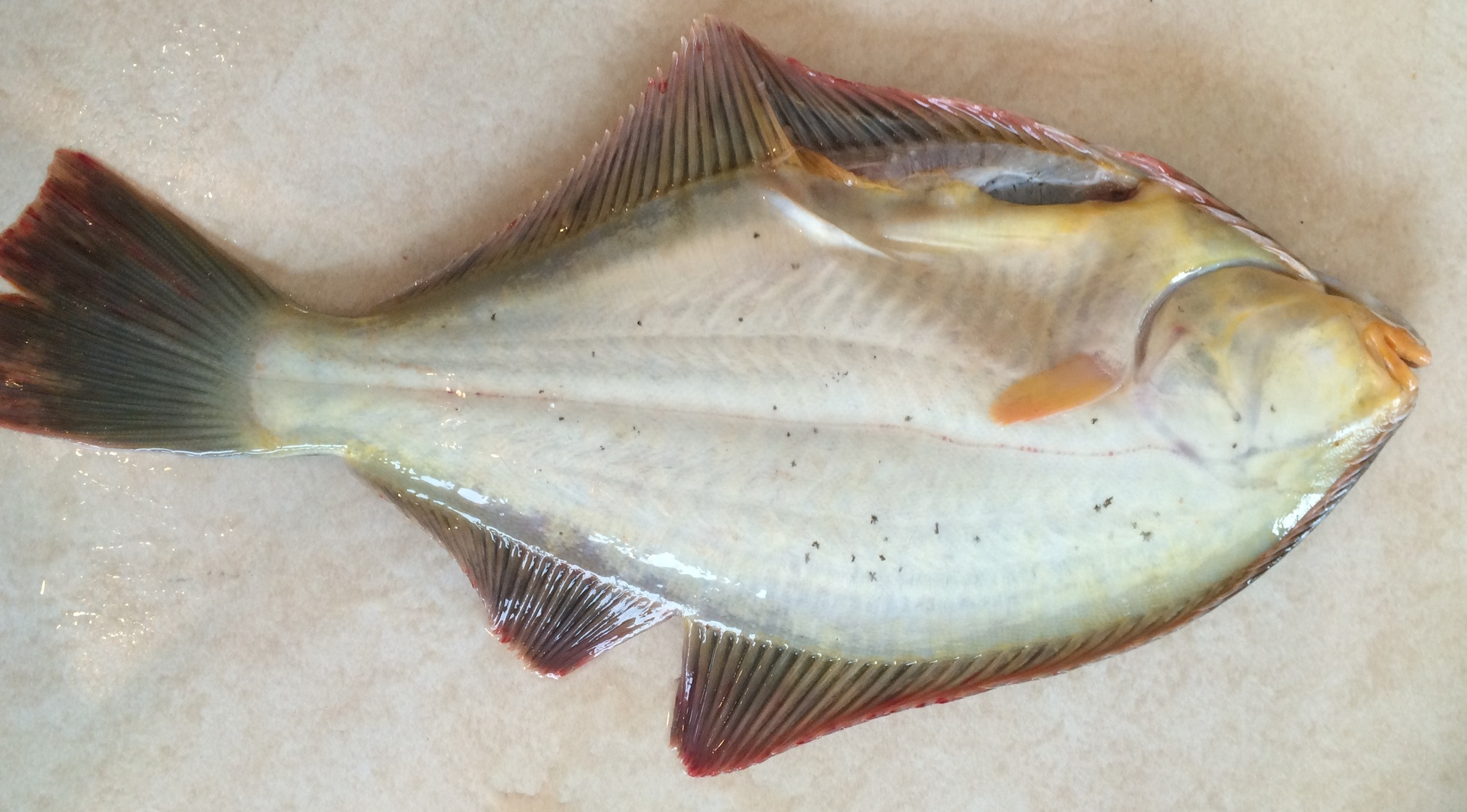
Côté gauche.

## Biologie et écologie

### Cycle de vie
Rhombosolea leporina s'éloigne de la côte durant l'hiver et le printemps pour se reproduire à une température supérieure à 15° Celsius. Rhombosolea leporina est particulièrement fertile. La quantité d'œufs dépend cependant de la taille de la femelle : un poisson de 30 cm pond environ 250 000 œufs tandis qu'un un poisson de 45 cm pond 1 250 000 œufs. En laboratoire, à une température de 15° Celsius, les œufs mettent entre quatre et cinq jours à éclore. Dans la nature, les larves nées en pleine mer sont ensuite amenées par le courant vers les côtes.
La larve naît avec un œil de chaque côté. Cependant, l'œil gauche passe du côté droit durant sa croissance, pour lui permettre de s'allonger au fonds de l'océan. Rhombosolea leporina atteint sa maturité sexuelle à l'âge de deux ans. Sa durée de vie est généralement de trois à quatre ans, et peut exceptionnellement atteindre cinq ans. La plupart des individus ne se reproduisent ainsi qu'une fois dans leur vie (et deux fois s'ils vivent plus de quatre ans),.

### Alimentation
Après la ponte, Rhombosolea leporina dispose d'une petite vésicule vitelline pour se sustenter, jusqu'à devenir une larve pouvant se nourrir de plancton. Le jeune poisson a un régime alimentaire varié comprenant amphipodes, crustacés, mollusques et vers. Une fois adulte, les crabes deviennent sa principale source de nourriture,. Lorsqu'il se trouve en eaux douces, Rhombosolea leporina  peut manger des petits insectes.
À l'image des autres poissons de sa famille, Rhombosolea leporina chasse à l'affût, se cachant grâce à son camouflage dans l'attente qu'une proie s'approche. Il se nourrit principalement la nuit. Il ne peut pas se servir de ses petits yeux et utilise donc ses nageoires et sa ligne latérale pour détecter ses proies. Les papilles gustatives sur ses nageoires lui servent à identifier sa nourriture. Sa mâchoire asymétrique lui permet ensuite d'avaler. De par sa technique de chasse, il ingère également des détritus de boue, de sable et des algues lorsqu'il se nourrit.

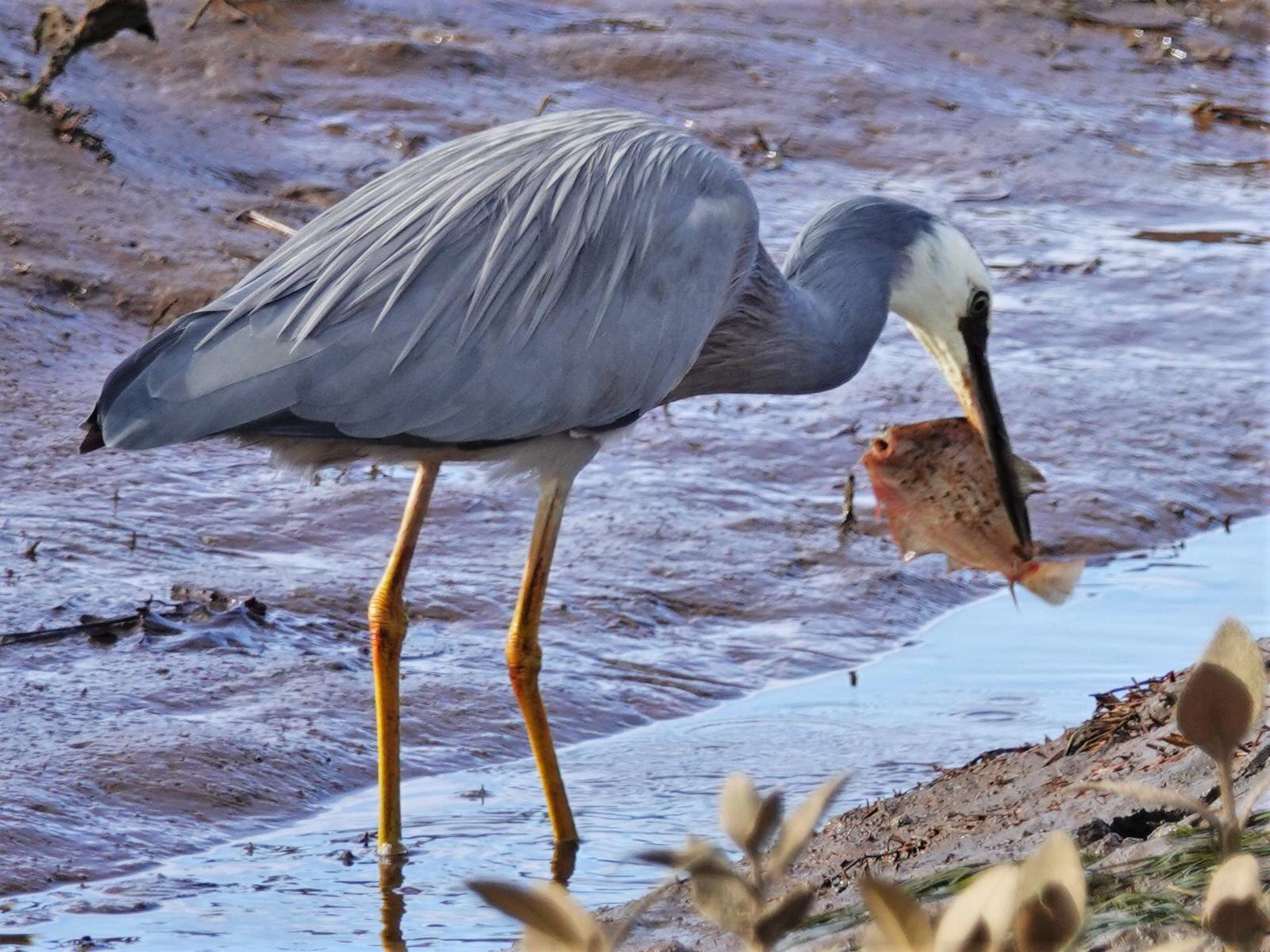
Rhombosolea leporina, mangé par une aigrette à face blanche.

### Prédateurs et parasites
Le camouflage des poissons plats, dont celui de Rhombosolea leporina, leur permet de se cacher de leurs prédateurs. Outre la coloration de leur peau, ils utilisent leurs nageoires pour jeter du sable ou de la boue, qui atterrit sur leur corps et les rend presque indétectables. Le poisson peut toutefois être la proie d'oiseaux ou de gros poissons.
Rhombosolea leporina est largement consommé par l'homme, mais si sa pêche fait l'objet de quotas dans le cadre du Quota Management System néo-zélandais (QMS). Le poisson est sensible à la pollution provoquée par l'homme, qui peut le rendre malade ou difforme, notamment dans la région d'Auckland.
L'espèce accueille par ailleurs de façon répandue le parasite Myxosporea.

## Répartition et habitat
Rhombosolea leporina est endémique des eaux de l'océan Pacifique bordant les côtes de Nouvelle-Zélande,. Commun sur les côtes néo-zélandaises, ce poisson est toutefois plus abondant autour de l'île du Nord que de l'île du Sud, préférant des températures plus clémentes. Il préfère les sols boueux, et peut se retrouver dans les estuaires et les fleuves à marées. Il vit à moins de 50 mètres de profondeur.

## Taxinomie et dénominations
Le nom valide complet (avec auteur) de ce taxon est Rhombosolea leporina Günther, 1862.
L'espèce est formellement décrite en 1862 par l'ichtyologiste britannique d'origine allemande Albert Günther, qui la classe dans le genre Rhombosolea sous la famille des Pleuronectidae. Au XXIe siècle, le genre Rhombosolea est rattaché à la sous-famille Rhombosoleinae (au sein de la famille Pleuronectidae), ou est considéré comme une famille à part entière sous le nom de Rhombosoleidae.
Rhombosolea proviendrait du grec rhombos (« parallélogramme ») et du latin solea (« sandale »). Son épithète spécifique, dérivé du latin leporinus (« du lièvre »), n'a pas d'explication avérée mais pourrait faire référence à sa mâchoire supérieure qui chevauche légèrement sa mâchoire inférieure, comme de nombreux léporidés.
En Nouvelle-Zélande, Rhombosolea leporina est connu sous le nom de yellow-belly flounder (« flet à ventre jaune ») en anglais, et Pātiki-tōtara en maori. En Australie, il est parfois appelé New Zealand flounder (« flet de Nouvelle-Zélande »). En France, comme plusieurs autres poissons, Rhombosolea leporina peut être vendu sous les noms de « camarde » ou « plie de Nouvelle-Zélande ».
Rhombosolea leporina a pour synonyme : Rhombosolea millari Waite, 1911.

### Publication originale
- (en) Albert Günther, Catalogue of the Acanthopterygii, Pharyngognathi and Anacanthini in the collection of the British Museum, vol. 4, Londres, British Museum, 1862, 460 p. (lire en ligne).